# Bulls on Parade
Singles de Rage Against the Machine
Year of tha Boomerang
(1994) People of the Sun
(1996)
Pistes de Evil Empire
People of the Sun Vietnow
Bulls on Parade est un single du groupe de rap metal Rage Against the Machine et est extrait du deuxième album du groupe Evil Empire sorti en 1996.
Cette chanson dénonce une nouvelle fois le système capitaliste américain qui dépense plus d'argent dans l'armement que pour le système scolaire. Le refrain de la chanson est d'ailleurs révélateur : « They rally round tha family with pockets full of shells ». Littéralement, Bulls on Parade signifie « Taureaux à la parade », mais dans le langage familier, « bulls » signifie « flics ».
Bulls on Parade est un classique dans les concerts du groupe, étant parfois la seule chanson de Evil Empire à être interprétée sur scène (hormis People of the Sun).

## Récompenses et classements
La chanson fait partie du classement des 40 meilleures chansons de metal selon VH1 (à la quinzième place).

## Classements hebdomadaires
| Classement (1996)                       | Meilleure position |
| --------------------------------------- | ------------------ |
| Australie (ARIA)                        | 29                 |
| Belgique (Wallonie Ultratop 50 Singles) | 31                 |
| France (SNEP)                           | 27                 |
| Norvège (VG-lista)                      | 4                  |
| Nouvelle-Zélande (RMNZ)                 | 22                 |
| Pays-Bas (Single Top 100)               | 46                 |
| Royaume-Uni (UK Singles Chart)          | 8                  |
| Royaume-Uni (UK Rock Chart)             | 1                  |
| Suède (Sverigetopplistan)               | 9                  |